# 7-й Ростовский переулок
7-й Росто́вский переу́лок — улица в центре Москвы в Хамовниках между 2-м Вражским переулком и Смоленской улицей, параллельно Ростовской набережной. Здесь расположены Хамовнический районный суд города Москвы и посольство Турции.

## История

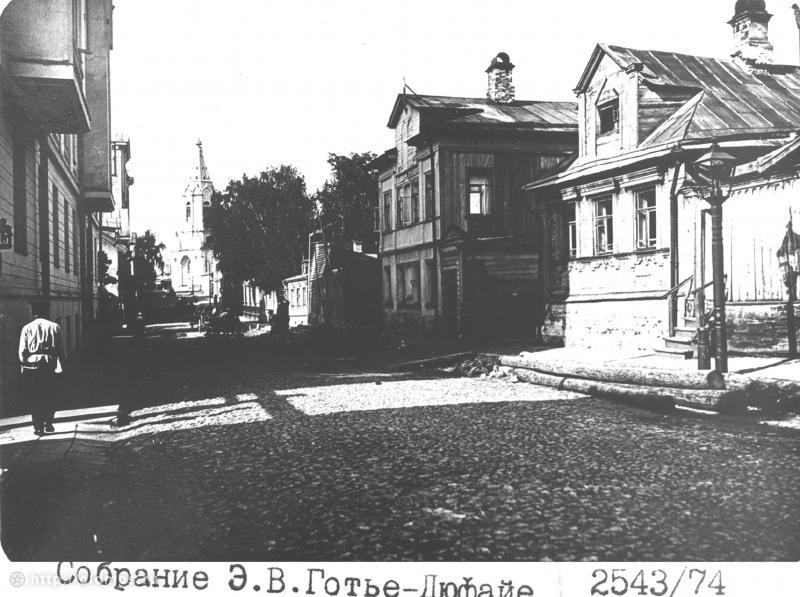
Вид на Благовещенскую церковь из 7-го Ростовского переулка (1913).

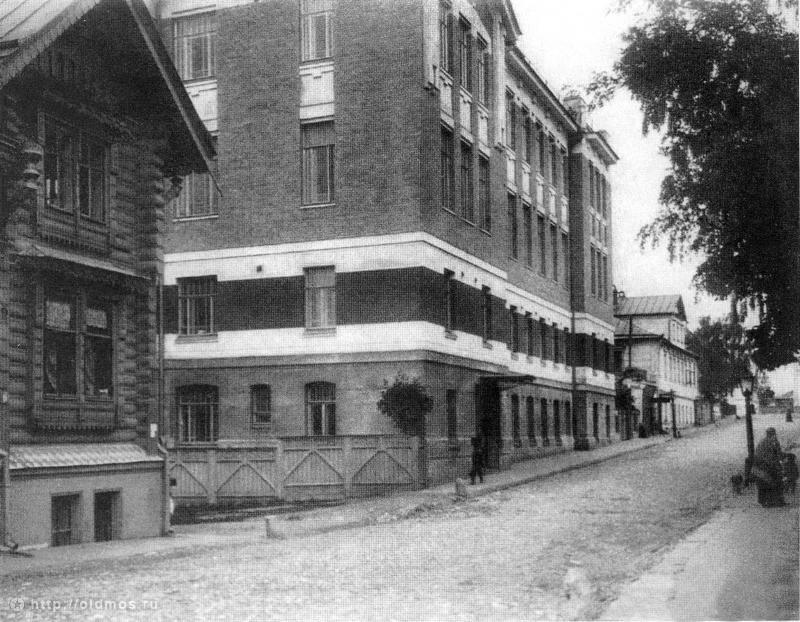
7-й Ростовский переулок, № 21, здание женской гимназии А. С. Алферовой (сейчас Хамовнический суд). 1904 год.

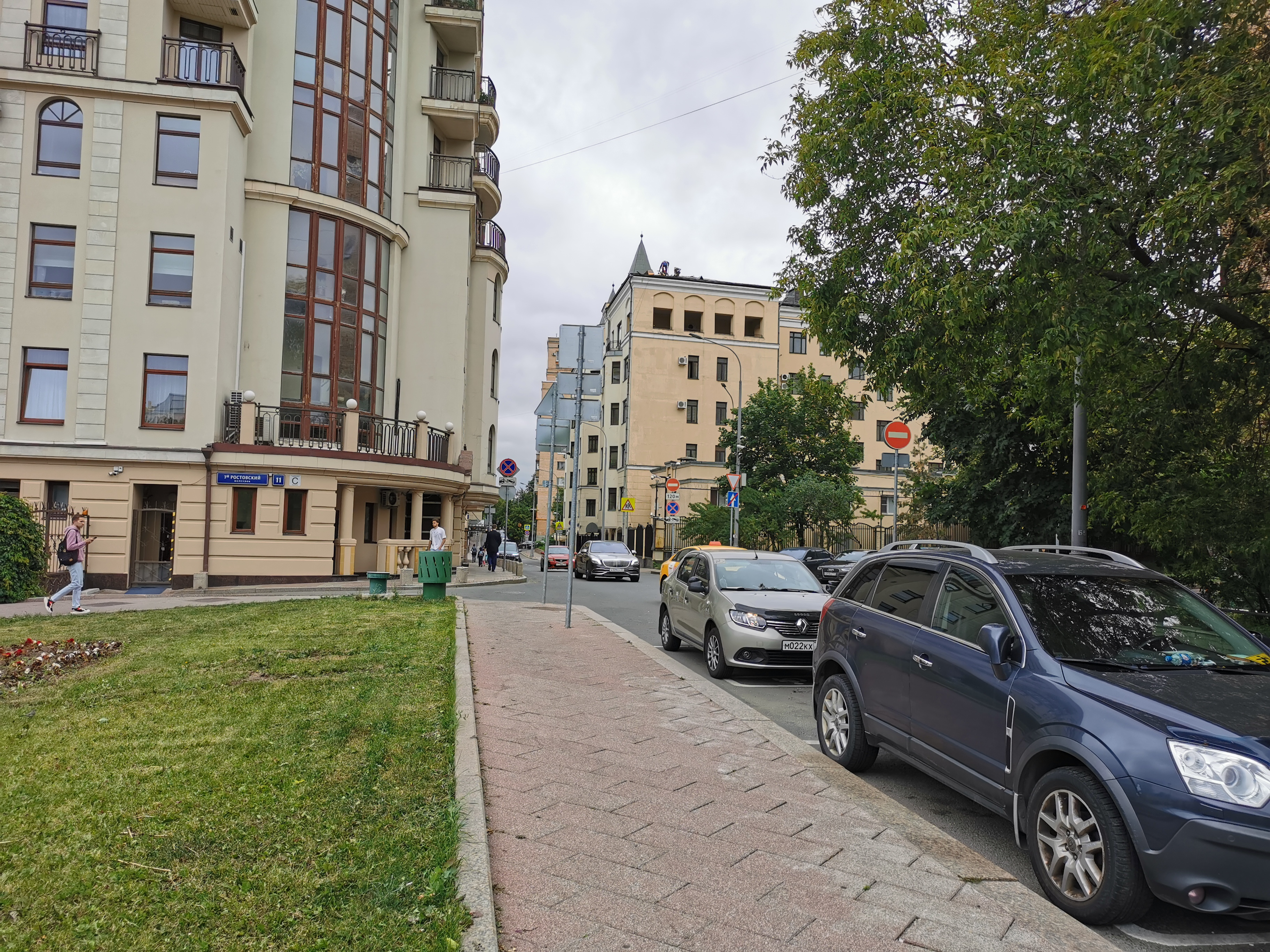
7-й Ростовский переулок, Хамовники, 2023 год

Первоначально Большой Благовещенский переулок — по церкви Благовещения Пресвятой Богородицы на Бережках, впервые построенной в подворье Ростовских архиереев в 1412—1413 годах (разрушена в 1950—1960-х годах), находившейся перед так называемым Домом архитекторов. Современное название (известно с начала XX века) дано по близлежащей Ростовской набережной.
В ныне не существующем доме № 11 жил русский поэт Владислав Ходасевич.

## Описание
7-й Ростовский переулок начинается от перекрёстка 1-го и 2-го Вражских переулков как продолжение последнего, проходит на северо-восток параллельно Ростовской набережной и выходит на Смоленскую улицу в районе Бородинского моста.

## Здания и сооружения
По нечётной стороне:
- Дом 15 — Девятиэтажный жилой комплекс «Дом над водой» с 27 квартирами площадью от 115 до 317 м² построен в 2006 году на месте дома, где в квартире № 52 (объект культурного наследия — мемориальная квартира)[2][3] в 1918—1922 годах неоднократно бывал В. И. Ленин, посещавший видного учёного-гигиениста профессора В. А. Левицкого, и обсуждавший с ним организацию Государственного научного института охраны труда при Наркомтруде, созданного в 1925 году. С 2016 года первый этаж здания занимает кинокомпания «Всемирные русские студии».
- Дом 17 — объект культурного наследия федерального значения — Дом, в котором после возвращения из ссылки с 1867 года жил и в 1871 году умер М. А. Бестужев[4]. В настоящее время владение занимает Национальный фонд развития и международной интеграции.
- Дом 21 — Частная женская гимназия А. С. Алфёровой (1904, арх. И. А. Иванов-Шиц). В настоящее время — Хамовнический районный суд (ЦАО: Хамовники), Дорогомиловский (ЗАО: Дорогомилово, Филёвский Парк, Фили-Давыдково);

По чётной стороне:
- Дом 2/14 — ФГУП «Радон»
- Дом 12 — Доходный дом (1913, архитектор О. О. Шишковский), сейчас —посольство Турции;
- Дом 16 — детский сад № 669.